# الک شوارتز
الک شوارتز (رومانیایی: Elek Schwartz; ۲۳ اکتبر ۱۹۰۸ – ۲ اکتبر ۲۰۰۰) بازیکن و مربی فوتبال اهل رومانی بود.

## باشگاهی
از باشگاه‌هایی که در آن بازی کرده‌است می‌توان به باشگاه فوتبال کن و باشگاه فوتبال استراسبورگ اشاره کرد.

## تیم ملی
وی همچنین در تیم ملی فوتبال رومانی بازی کرده‌است.